# Corta Jaca (canção)
Gaúcho ou Corta Jaca é o tango brasileiro (maxixe) composto por Chiquinha Gonzaga, sua música mais gravada. Era uma música da opereta burlesca Zizinha Maxixe encenada pela primeira vez em 1895. 

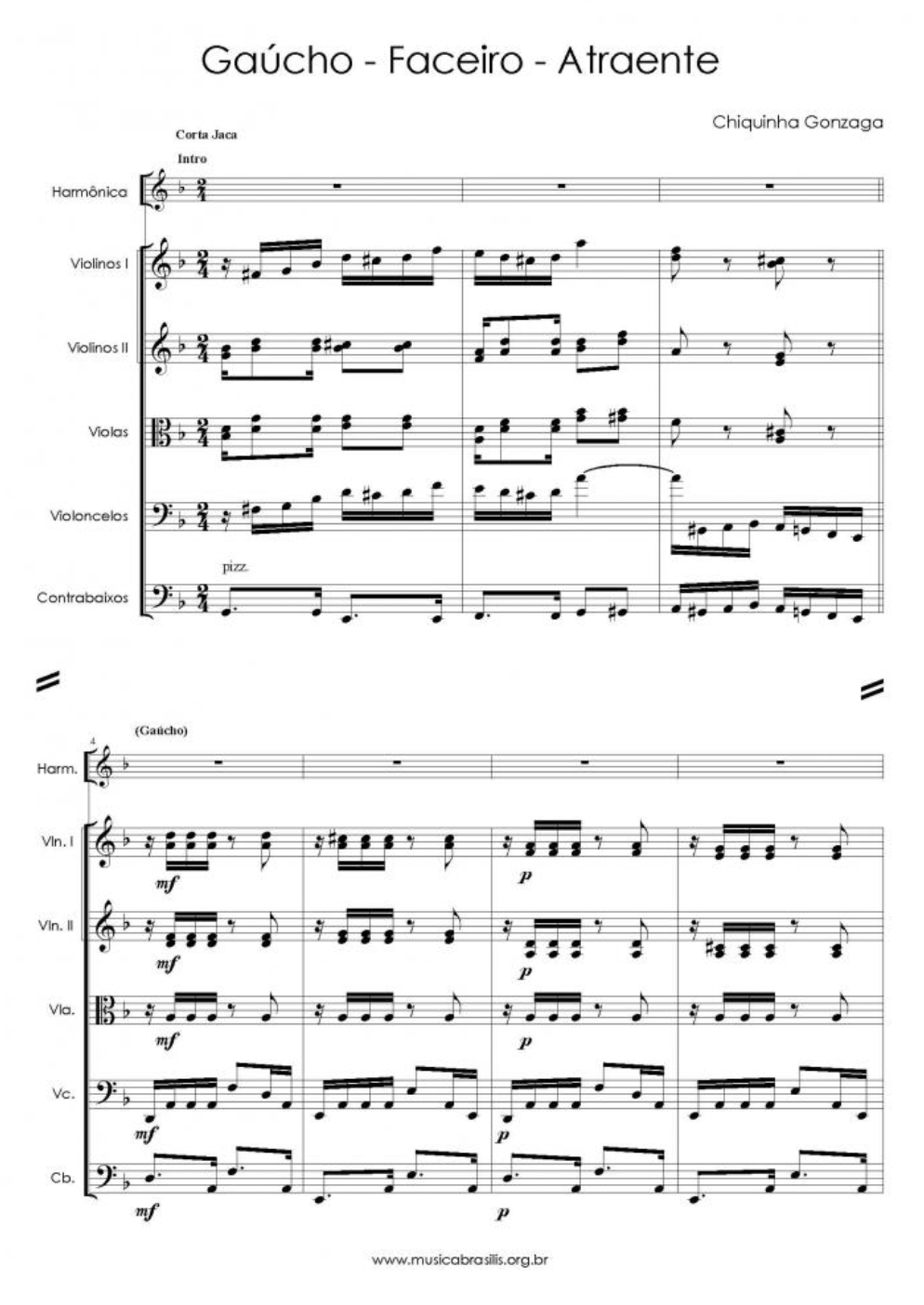
Gaúcho - 1ª página - Partitura disponível no [https://musicabrasilis.org.br/partituras/chiquinha-gonzaga-gaucho Portal Musica Brasilis

O título original sendo Gaúcho , a música teve como subtítulo Dança do Corta-jaca . Eventualmente Corta jaca tornou-se o título mais conhecido da música. A dança em questão é uma dança tradicional brasileira, caracterizada por giros individuais enérgicos e movimentos ginásticos.   A expressão "cortar a jaca " tem uma insinuação sexual, vista no próprio número de gaúcho . 
A canção causou um pequeno escândalo quando a primeira-dama do Brasil, Nair de Teffé, a tocou ao violão em público em 1914. A primeira-dama promovia saraus no Palácio do Catete — o Palácio da Presidência do Brasil da época —, que ficaram famosos por introduzir o violão nos salões da sociedade. Sua paixão por música popular reunia amigos para recitais de modinhas.  

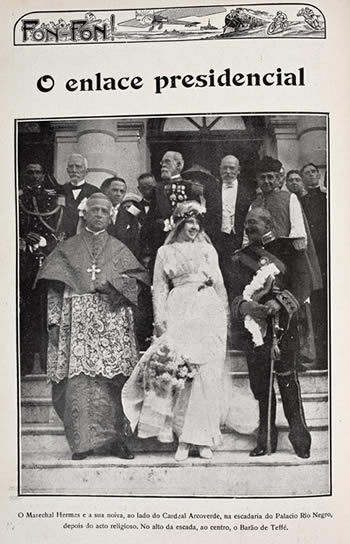
Casamento de Nair de Teffé com o presidente Hermes da Fonseca.

As interpretações de Catulo da Paixão Cearense fizeram sucesso e, em 1914, incentivaram Nair de Tefé a organizar um recital de lançamento do Corta Jaca, apesar de Nair conhecer as músicas de Chiquinha, elas nunca se conheceram pessoalmente. Foram feitos críticas ao governo e retumbantes comentários sobre os "escândalos" no palácio, pela promoção e divulgação de músicas cujas origens estavam nas danças lascivas e vulgares, segundo a concepção da elite social. Levar para o palácio presidencial do Brasil a música popular foi considerado, na época, uma quebra de protocolo, causando polêmica nas altas esferas da sociedade e entre políticos. Rui Barbosa chegou a pronunciar o seguinte discurso no Senado Federal a 7 de novembro de 1914:
Uma das folhas de ontem estampou em fac-símile o programa de recepção presidencial em que, diante do corpo diplomático, da mais fina sociedade do Rio de Janeiro, aqueles que deviam dar ao país o exemplo das maneiras mais distintas e dos costumes mais reservados elevaram o "Corta-jaca" à altura de uma instituição social. Mas o "Corta-jaca" de que eu ouvira falar há muito tempo, o que vem a ser ele, sr. Presidente? A mais baixa, a mais chula, a mais grosseira de todas as danças selvagens, a irmã gêmea do batuque, do cateretê e do samba. Mas nas recepções presidenciais o "Corta-jaca" é executado com todas as honras da música de Wagner, e não se quer que a consciência deste país se revolte, que as nossas faces se enrubesçam e que a mocidade se ria!— Rui Barbosa.